# Pseudoptenomela lineatipennis
Pseudoptenomela lineatipennis är en skalbaggsart som beskrevs av Ohaus 1908. Pseudoptenomela lineatipennis ingår i släktet Pseudoptenomela och familjen Rutelidae. Inga underarter finns listade i Catalogue of Life.